# Perophoridae
Perophoridae es una familia de ascidias tunicados en el orden Enterogona. Es un grupo de animales marinos.

## Géneros
Ecteinascidia

Perophora

Perophoropsis

Sluiteria